# Oscaruddelingen 2017
Oscaruddelingen 2017 var den 89. udgave af oscaruddelingen og fandt sted 26. februar 2017 i Dolby Theatre i Hollywood og hædrede film fra 2016.  Jimmy Kimmel var vært ved showet.
Oscar for bedste film blev vundet af filmen Moonlight. La La Land vandt seks priser i alt.

## Vindere og nominerede
De nominerede film blev offentliggjort den 24. januar 2017 i Samuel Goldwyn Theater af Guillermo del Toro, Jason Reitman, formand for AMPAS Cheryl Boone Isaacs, skuespillere Brie Larson , Marcia Gay Harden, Glenn Close, Jennifer Hudson og Ken Watanabe, og filmfotograf Emmanuel Lubezki. Meddelelsen blev for første gang i historien streamet live på uddelingens officielle websteder (Oscars.com og Oscars.org) og udsendelse på tv. Film La La Land modtog 14 nomineringer og tager dermed nomineringsrekord over Alt om Eva (1950) og Titanic (1997). Arrival og Moonlight fik næst flest nomineringer med otte hver.
| Bedste film - Moonlight – Adele Romanski, Dede Gardner og Jeremy Kleiner - Arrival – Shawn Levy, Dan Levine, Aaron Ryder og David Linde - Fences – Scott Rudin, Denzel Washington og Todd Black - Hacksaw Ridge – Bill Mechanic og David Permut - Hell or High Water – Carla Hacken og Julie Yorn - Hidden Figures – Donna Gigliotti, Peter Chernin, Jenno Topping, Pharrell Williams og Theodore Melfi - La La Land – Fred Berger, Jordan Horowitz og Marc Platt - Lion – Emile Sherman, Iain Canning og Angie Fielder - Manchester by the Sea – Matt Damon, Kimberly Steward, Chris Moore, Lauren Beck og Kevin J. Walsh | Bedste instruktør - Damien Chazelle – La La Land - Denis Villeneuve – Arrival - Mel Gibson – Hacksaw Ridge - Kenneth Lonergan – Manchester by the Sea - Barry Jenkins – Moonlight |
| Bedste mandlige hovedrolle - Casey Affleck – Manchester by the Sea som Lee Chandler - Andrew Garfield – Hacksaw Ridge som Desmond T. Doss - Ryan Gosling – La La Land som Sebastian Wilder - Viggo Mortensen – Captain Fantastic som Ben Cash - Denzel Washington – Fences som Troy Maxson | Bedste kvindelige hovedrolle - Emma Stone – La La Land som Mia Dolan - Isabelle Huppert – Elle som Michèle Leblanc - Ruth Negga – Loving som Mildred Loving - Natalie Portman – Jackie som Jacqueline Kennedy Onassis - Meryl Streep – Florence Foster Jenkins som Florence Foster Jenkins |
| Bedste mandlige birolle - Mahershala Ali – Moonlight som Juan - Jeff Bridges – Hell or High Water som Marcus Hamilton - Lucas Hedges – Manchester by the Sea som Patrick Chandler - Dev Patel – Lion som Saroo Brierley - Michael Shannon – Nocturnal Animals som Lt. Bobby Andes | Bedste kvindelige birolle - Viola Davis – Fences som Rose Lee Maxson - Naomie Harris – Moonlight som Paula - Nicole Kidman – Lion som Sue Brierley - Octavia Spencer – Hidden Figures som Dorothy Vaughan - Michelle Williams – Manchester by the Sea som Randi |
| Bedste originale manuskript - Kenneth Lonergan – Manchester by the Sea - Taylor Sheridan – Hell or High Water - Damien Chazelle – La La Land - Yorgos Lanthimos og Efthimis Fillippou – The Lobster - Mike Mills – Alletiders kvinder | Bedste filmatisering - Barry Jenkins og Tarell Alvin McCraney – Moonlight fra In Moonlight Black Boys Look Blue af Tarell Alvin McCraney - Eric Heisserer – Arrival fra Story of Your Life af Ted Chiang - August Wilson – Fences fra Fences af August Wilson (posthum) - Allison Schroeder og Theodore Melfi – Hidden Figures fra Hidden Figures af Margot Lee Shetterly - Luke Davies – Lion fra A Long Way Home af Saroo Brierley og Larry Buttrose |
| Bedste animationsfilm - Zootropolis – Byron Howard, Rich Moore og Clark Spencer - Kubo - den modige samurai – Travis Knight og Arianne Sutner - Vaiana – John Musker, Ron Clements og Osnat Shurer - My Life as a Zucchini – Claude Barras og Max Karli - Den røde skildpadde – Michael Dudok de Wit og Toshio Suzuki | Bedste fremmedsprogede film - Sælgeren (Iran) – Asghar Farhadi - Under sandet (Danmark) – Martin Zandvliet - En mand der hedder Ove (Sverige) – Hannes Holm - Tanna (Australia) – Martin Butler og Bentley Dean - Min far Toni Erdmann (Tyskland) – Maren Ade |
| Bedste dokumentar - O.J.: Made in America – Ezra Edelman og Caroline Waterlow - Havet brænder – Gianfranco Rosi og Donatella Palermo - I Am Not Your Negro – Raoul Peck, Rémi Grellety og Hébert Peck - Life, Animated – Roger Ross Williams og Julie Goldman - 13th – Ava DuVernay, Spencer Averick og Howard Barish | Bedste korte dokumentar - The White Helmets – Orlando von Einsiedel og Joanna Natasegara - Extremis – Dan Krauss - 4.1 Miles – Daphne Matziaraki - Joe's Violin – Kahane Cooperman og Raphaela Neihausen - Watani: My Homeland – Marcel Mettelsiefen og Stephen Ellis |
| Bedste kortfilm - Sing – Kristof Deák og Anna Udvardy - Ennemis Interieurs – Sélim Azzazi - La Femme et le TGV – Timo von Gunten og Giacun Caduff - Silent Nights – Aske Bang og Kim Magnusson - Timecode – Juanjo Giménez | Bedste korte animationsfilm - Piper – Alan Barillaro og Marc Sondheimer - Blind Vaysha – Theodore Ushev - Borrowed Time – Andrew Coats og Lou Hamou-Lhadj - Pear Cider and Cigarettes – Robert Valley og Cara Speller - Pearl – Patrick Osborne |
| Bedste musik - La La Land – Justin Hurwitz - Jackie – Micachu - Lion – Dustin O'Halloran og Hauschka - Moonlight – Nicholas Britell - Passengers – Thomas Newman | Bedste sang - "City of Stars" fra La La Land – Justin Hurwitz, Benj Pasek og Justin Paul - "Audition (The Fools Who Dream)" fra La La Land – Justin Hurwitz, Benj Pasek og Justin Paul - "Can't Stop the Feeling!" fra Trolls – Max Martin, Shellback og Justin Timberlake - "How Far I'll Go" fra Vaiana – Lin-Manuel Miranda - "The Empty Chair" fra Jim: The James Foley Story – J. Ralph og Sting                                                  |
| Bedste lyd - Arrival – Sylvain Bellemare - Deepwater Horizon – Wylie Stateman og Renée Tondelli - La La Land – Ai-Ling Lee og Mildred Iatrou Morgan - Sully – Alan Robert Murray og Bub Asman - Hacksaw Ridge – Robert Mackenzie og Andy Wright | Bedste lydmix - Hacksaw Ridge – Kevin O'Connell, Andy Wright, Robert Mackenzie og Peter Grace - Arrival – Bernard Gariépy Strobl og Claude La Haye - La La Land – Andy Nelson, Ai-Ling Lee og Steve A. Morrow - 13 Hours: The Secret Soldiers of Benghazi – Gary Summers, Jeffrey J. Haboush og Mac Ruth - Rogue One: A Star Wars Story – David Parker, Christopher Scarabosio og Stuart Wilson                                                        |
| Bedste scenografi - La La Land – Sandy Reynolds-Wasco og David Wasco - Arrival – Patrice Vermette og Paul Hotte - Fantastiske skabninger og hvor de findes – Stuart Craig og Anna Pinnock - Hail, Caesar! – Jess Gonchor og Nancy Haigh - Passengers – Guy Hendrix Dyas og Gene Serdena | Bedste fotografering - La La Land – Linus Sandgren - Arrival – Bradford Young - Lion – Greig Fraser - Moonlight – James Laxton - Silence – Rodrigo Prieto |
| Bedste make-up - Suicide Squad – Alessandro Bertolazzi, Giorgio Gregorini og Christopher Nelson - En mand der hedder Ove – Eva von Bahr og Love Larson - Star Trek Beyond – Joel Harlow og Richard Alonzo | Bedste kostumer - Fantastiske skabninger og hvor de findes – Colleen Atwood - Allierte – Joanna Johnston - Florence Foster Jenkins – Consolata Boyle - Jackie – Madeline Fontaine - La La Land – Mary Zophres |
| Bedste klipning - Hacksaw Ridge – John Gilbert - Arrival – Joe Walker - Hell or High Water – Jake Roberts - La La Land – Tom Cross - Moonlight – Nat Sanders og Joi McMillon | Bedste visuelle effekter - Junglebogen – Robert Legato, Adam Valdez, Andrew R. Jones og Dan Lemmon - Deepwater Horizon – Craig Hammeck, Jason Snell, Jason Billington og Burt Dalton - Doctor Strange – Stephane Ceretti, Richard Bluff, Vincent Cirelli og Paul Corbould - Kubo - den modige samurai – Steve Emerson, Oliver Jones, Brian McLean og Brad Schiff - Rogue One: A Star Wars Story – John Knoll, Mohen Leo, Hal Hickel og Neil Corbould   |